# Exedore
Exedore (エキセドル・フォルモ?, Exsedol Folmo) è un personaggio di fantasia della serie animata giapponese Macross, adattata negli anni ottanta in Robotech dalla statunitense Harmony Gold.

## Biografi e carriera
Exedore è l'ufficiale addetto alle registrazioni Zentradi, agli ordini del comandante Breetai ed è costantemente al suo fianco, pronto a dare consigli.
In seguito, quando Breetai decide di schierarsi con gli umani, Exedore viene rimpicciolito a dimensioni umane ed inviato come ambasciatore di pace. Al termine della guerra, Exedore riprende il proprio ruolo di consigliere e torna ad assumere le proprie dimensioni da Zentradi. Il suo aspetto, in seguito, appare alterato, una precauzione attuata per preservare le preziosissime informazioni che si trovano nella sua memoria.
Exedore compare anche nella serie Macross 7, ed è il consigliere del capitano Max Sterling. Il suo ruolo si rivelerà fondamentale nella nuova razza aliena che minaccia l'umanità, i Proto-Devil, in quanto Exedore è l'unico ad avere informazioni su di loro. Inoltre, in un alcune occasioni, Exedore entrerà in azione, lasciando il ponte di comando per investigare fra le rovine della Protocultura.